# Eishockey-Eredivisie (Belgien) 1990/91
Die Saison 1990/91 war die 71. Spielzeit der Eredivisie, der höchsten belgischen Eishockeyspielklasse. Meister wurde zum insgesamt achten Mal in der Vereinsgeschichte Olympia Heist op den Berg.

## Modus
In der Hauptrunde absolvierten die sechs Mannschaften jeweils 20 Spiele. Die vier bestplatzierten Mannschaften qualifizierten sich für die Playoffs, in der der Meister ausgespielt wurde. Für einen Sieg in der Hauptrunde erhielt jede Mannschaft zwei Punkte, bei einem Unentschieden gab es einen Punkt und bei einer Niederlage null Punkte.

## Hauptrunde
|    | Klub                      | Sp | S  | U | N  | T   | GT  | Punkte |
| -- | ------------------------- | -- | -- | - | -- | --- | --- | ------ |
| 1. | Olympia Heist op den Berg | 20 | 15 | 2 | 3  | 140 | 75  | 32     |
| 2. | Griffoens Geel            | 20 | 14 | 1 | 5  | 160 | 91  | 29     |
| 3. | Brussels Royal IHSC       | 20 | 13 | 1 | 6  | 160 | 123 | 27     |
| 4. | HYC Herentals             | 20 | 9  | 1 | 10 | 110 | 115 | 19     |
| 5. | Phantoms Deurne           | 20 | 2  | 3 | 15 | 86  | 165 | 7      |
| 6. | Buffalos Liège            | 20 | 2  | 2 | 16 | 97  | 184 | 6      |

Sp = Spiele, S = Siege, U = Unentschieden, N = Niederlagen

## Besondere Vorkommnisse
Die Saison war durch Ausschreitungen und Gewalttätigkeiten geprägt. Im Spiel der Buffalos aus Lüttich gegen die Griffoens Geel wurde der Schiedsrichter von einem Zuschauer am Auge getroffen, woraufhin die Büffel ihre restlichen Spiele sämtlich auswärts austragen mussten. Im Halbfinale zwischen Brüssel und Geel wurden die Spieler Hans Horemans, Serge Lauzon, Kurt Weddingen und Johan van Springel der Griffoens vom Schiedsrichter vom Platz gestellt und das Spiel gut acht Minuten vor Schluss abgebrochen. Geel gewann zwar das dritte Spiel gegen die Buffalos mit 10:7, wurde dann aber nachträglich von der Disziplinarkommission ausgeschlossen. Diese sperrte Horemans für zwei Jahre, Lauzon für 16 sowie van Springel und Weddingen für zwölf Spiele. Trainer Guy van Gelder wird für sechs Spiele gesperrt. Weitere 15 Spieler werden für sechs Spiele gesperrt, darunter sind auch Nachwuchsspieler, die lediglich auf der Bank saßen und Jouni Heinonen, der sich im ersten Drittel das Handgelenk brach und zum Zeitpunkt der Ausschreitungen nicht mehr dabei war. Trotz dieser teilweise drakonischen Strafen durfte Geel zunächst am Finale teilnehmen, der Schiedsrichter brach das erste Finalspiel jedoch nach knapp zwölf Minuten Spielzeit, die aber über eine Stunde in Anspruch nahmen, wegen der Torpedierung des Spiels durch die lediglich noch neun Geeler Spieler ab. Daraufhin schloss der Verband die Griffoens Geel vom weiteren Spielbetrieb aus und zog das Team aus Brüssel, das das erste Spiel um Platz drei gegen HYC Herentals gewonnen hatte, in das Finale hoch. Dieses wurde schlussendlich jedoch lediglich als Freundschaftsspiel ausgetragen und die Mannschaft aus Heist op den Berg aufgrund des Hauptrundenerfolgs zum Meister erklärt.

## Playoffs

### Halbfinale
- Olympia Heist op den Berg – HYC Herentals 7:3, 11:3, 12:2
- Griffoens Geel – Brussels Royal IHSC 9:7, 5:10 (Abbruch nach 51:58), 10:7

### Spiel um Platz 3
- HYC Herentals – Brussels Royal IHSC 6:7 (aufgrund der Disqualifikation der Griffoens Geel wurde der Brussels Royal IHC nach dem ersten Spiel in das Finale hochgezogen)

### Finale
- Olympia Heist op den Berg - Griffoens Geel 8:0 (Abbruch nach 11:42)
- Olympia Heist op den Berg – Brussels Royal IHC 15:5, 5:8